# نيللي ألين
نيلي بياتريس أوزبورن ألين (1874-1961م) مهندسة مناظر طبيعية أمريكية. وهي معروفة بحدائقها العقدية. 

## بداية حياتها وتعليمها
ولدت ألين في 23 أكتوبر 1874م في كاميرون بولاية ميسوري لأبوين ديفيد وبولين أوزبورن، اللذين كانا في الأصل من ولاية فرجينيا. كان والدها مزارعًا، وهي الرابعة من بين خمسة أطفال، مع أخ واحد وثلاث شقيقات.
قبل عام 1900م تزوجت من سيدني ألين، وأسست شركة لويزيانا لاند والاستكشاف.
بحلول عام 1916م، ربت ابنة، وطُلقت من زوجها، وقررت الدخول في مجال هندسة المناظر الطبيعية.
في عام 1916م، التحقت بمدرسة لوثورب لهندسة المناظر الطبيعية للنساء تحت اسم بياتريس أوزبورن ألين. بقيت هناك لمدة ثلاث سنوات، وشمل مشروع أطروحتها في لوثورب حديقة العقدة، والتي أصبحت فيما بعد تخصصها. و بعد تخرجها في عام 1919م، سافرت إلى أوروبا، حيث كانت تعود إليها بشكل دوري طوال حياتها.

## حياتها المهنية
أنشأت ألين عملها الخاص في مدينة نيويورك في عشرينيات القرن الماضي، مستخدمة نيلي ألين كاسمها المهني وتخصصت في تصميم المناظر الطبيعية السكنية. بسبب بدايتها المتأخرة في مجال تخصصها، ظلت ممارستها إقليمية
وتقع بالكامل تقريبًا في نيويورك ونيو إنجلاند.
تأثرت تصميمات ألين للمناظر الطبيعية بعمل جيرترود جيكل، التي التقت بها في عام 1921م في رحلاتها الأوروبية والتي ستزورها مرة أخرى في وقت لاحق في مونستيد وود. قامت بتمييز النباتات المعمرة في مزروعاتها، وخلق حدود معمرة على الطراز الإنجليزي وتصميمات تتميز بأعمال توبياري.
اشتهرت ألين بالحدائق الهندسية، وخاصة حدائقها المعقدة، التي تأثرت تصاميمها بحدائق العقد التي رأتها خلال رحلاتها الأوروبية. صممت حديقة الروضة لمعرض نيويورك العالمي عام 1939م، مع كونستانس بوردمان، وحديقة الأسقف في كاتدرائية واشنطن، والعديد من المساكن الخاصة. من بين عملائها هيلين ثورن (زوجة أوكلي ثورن) وآن فاندربيلت.
ألقت ألين محاضرات عامة عن تصميم الحدائق وتاريخ نيو إنجلاند. كانت عضوًا متجولًا في نادي الحديقة الأمريكية وكتبت أحيانًا مقالات في نشرة النادي وكذلك لمجلات البستنة.
و على الرغم من ظهور حدائق ألين في كثير من الأحيان في مجلات البستنة مثل هاوس بيوتيفل وكونتري لايف أمريكا، إلا أن أيا منها لم يظهر في شكله الأصلي.
توفيت آلين في 25 ديسمبر 1961م. و تمتلك جامعة كورنيل مجموعة صغيرة من الصور والمخططات من أعمالها. 